# Alfredo Mascarenhas

## Biografia
De dotes vocais reconhecidos desde criança, foi estudar aos 24 anos para Roma, estreando-se aí na ópera I Puritani de Bellini, em 1908, actuando no famoso Scala de Milão no ano seguinte. Em Lisboa, estreou-se com Ernani, de Verdi, em 1913. 
Efectuou espectáculos em países tão distintos como Rússia, Roménia, Egipto e Brasil, por exemplo.
Fixou-se em New Bedford, nos EUA, onde veio a falecer. 